# Jan III. z Brienne
Jan III. z Brienne (francouzsky Jean III de Brienne, † 11. července 1302, Courtrai) byl hrabě z Eu a Guînes.

## Život
Narodil se jako syn Jana z Brienne a Beatrix, dcery Víta ze Saint-Pol. Po otcově smrti roku 1294 převzal hrabství Eu a o rok později se mu podařilo na francouzském králi vysoudit hrabství Guînes. Společně s řadou francouzských rytířů padl v bitvě u Courtrai a byl pohřben po boku svých předků v cisterciáckém klášteře Foucarmont, nekropoli hrabat z Eu.